# 陈晓人
陈晓人（1957年—2009年），又名陳孝人，中國、美國企業家。蔣中正家族後人。生前行事低調，頗少得人研究。

## 身世
生母陳瑤光，蔣介石和陳潔如養女。親生父親韓國流亡上海安氏。安氏據傳為日本間諜，抗日戰爭後拋棄妻子，不知所終。繼父陸久之，國軍陸軍少將，是陳瑤光第二位丈夫。是陳瑤光次子。有兄陳忠人，美國銀行家，曾任美國銀行副總裁。有同母異父妹陳玖莉，美籍華人。
陳曉光隨母姓陳，隨母籍貫浙江寧波。又名陳孝人，乳名小弟。因外祖母陳潔如曾留學美國哥倫比亞大學，繼父陸久之曾留學日本早稻田大學，陳曉人自小精通英文、日文。
生於上海。1961年，陳潔如經北京周恩來特別批准，隻身一人移居香港。陳在上海的舊居，留給家傭、陳忠人、陳曉人兄弟二人居住。1971年，陳潔如在香港因腦溢血逝世，陳瑤光經特批赴香港奔喪，陳氏二子託人撫養。
文化大革命期間，陳氏因與蔣家關係受到衝擊，陳忠人入獄。1976年，陳曉人與出獄的陳忠人在母親陳瑤光安排下，經批准赴香港定居。但繼父陸久之留聚上海。
1981年，陳曉人返上海探親。1982年，在香港結婚成家。在香港期間，在著名的太古洋行任職。
1983年，陳曉人再次返滬，並擔任太古駐上海辦事處主任。
20世紀80年代末，陳曉人辭去香港英商太古的職務，正式移居上海，定居滬西，自主創業。曾任五洲彩印公司副董事長。
20世紀90年代，隨母親陳瑤光移居美國加州。罹患糖尿病，曾返上海求醫，求治於上海華山醫院。
2009年，因糖尿病不治，病逝於美國邁阿密。

## 對近代史的披露
陳曉人因家世經歷，頗了解中國近代史和蔣家不為世人所知的細節，對蔣家人物也有獨到見解。2004年5月18日，蔣宋美齡在美國紐約逝世，享壽107歲。英國廣播公司（BBC）特開闢專欄，收錄世界讀者對蔣宋美齡的評價。陳曉人在美國以實名發表長段評論，披露蔣家內幕和對蔣宋美齡的個人評價，特別是蔣宋美齡對陳家的態度和對《陳潔如回憶錄》創作出版的阻撓：
| 慈容背后的凶残 宋美龄女士逝世的消息传出后，不少媒体均刊登其生前的照片，以资追念。其中一帧晚年所摄肖像被遴选为遗照，高悬灵堂，供人瞻仰、致敬。照片上的逝者容貌虽非雍容，但却慈祥。这样一位满面慈祥的百龄长者，即使未有任何显赫的经历，亦足以令人肃然起敬。凝视逝者遗像，不禁使笔者回想起四十年前所发生的一段鲜为人知的往事：1964年夏的一天，笔者在上海收到先外祖母由香港寄来的家书，其中写道：“近日，宋美龄闻讯吾已抵港，竟着人传言警告我须在此谨言慎语，否则，恐于我不利。”当时，国民党在香港的势力可谓无所不在，而以宋美龄当时的权势，倘意欲所为，实易若反掌。全家阅函后对只身旅居港地的外祖母的安危深感忧虑。先外祖母陈洁如女士是1962年春由沪赴港料理私人债务的。抵港后发现部分债务人业已作古，而其余债务人则于大陆迁港后的十余年中大多已家道败落，有能力并愿意偿还当年宿债者寥寥无几。为节省开支，先外祖母乃于租金较为廉宜的北角区租一床位作为栖身之处。翌年，既为生活所迫，亦为澄清唐縷所著《金陵春梦》一书中有关其本身的篇章中所作的种种谬误，先外祖母决定撰写回忆录，述说其与蒋介石七年婚姻的因由始末及北伐前后的民国史中未见披露的章节。《回忆录》英文原稿甫定，先外祖母开始接洽美国的出版商。宋美龄闻讯后再度通过管道厉言警告先外祖母切勿妄自付印，否则，后果自负。笔者稍后接获香港家书，谓：“宋美龄扬言不惜行刺，倘吾决意将稿付印，公诸于世。”全家阅后惶惶不可终日，其惊恐莫名之状，非身临其境者实难以想见。为安全计，家人遂再三修书柬劝。先外祖母迫于形势，不得已乃偃旗息鼓，中止与出版商的洽谈。及至后来，台湾旅美作家江南因撰写并出版《蒋经国传》而遭杀身之祸，在其洛杉矶寓所门口被台湾所遣特工刺杀。由此足见宋美龄当初对先外祖母所作警言，绝非仅恫吓之辞而已。古有“谋事在人，成事在天”之说。先外祖母自传完稿后，在强权之下，湮没人间凡三十载。但天意难违，该回忆录英文原稿在九十年代初终于浮现人世，并由Westview Press于1993年在英美同时出版。同年，中文译本先后在海峡两岸面世。之后，又译成日文及韩文文本。出版之初，出版商在纽约街头广为张贴新书海报，而宋美龄女士则因长寿之故，得以有缘亲眼目睹该一奇迹的出现。 陳曉人在BBC蔣宋美齡逝世專欄中的實名評論 |

雖然蔣宋美齡或對陳潔如頗有提防，陳家生活還受蔣介石、蔣經國頗多接濟，對此，陳氏亦心存感激。